# Expeditie Robinson 2005
Expeditie Robinson 2005 is het 6e seizoen van Expeditie Robinson.

## Synopsis
In Seizoen 6 bestond er een derde eiland, tegelijkertijd met de andere twee eilanden. Er zaten hier al twee eilandbewoners op (in dit geval Esther en Marnix, de enige dertigers), maar dat wisten de andere kandidaten niet. Deze twee bewoners zijn de leiders geworden van de nieuw ingedeelde kampen Noord (kandidaten zijn daar ouder dan 40 jaar) en Zuid (deze kandidaten zijn jonger dan 30 jaar). Ook nieuw in seizoen 6 was een nieuw stemsysteem dat na de samensmelting in werking is getreden. Hierbij hadden alle eilandbewoners toegang tot al hun (potentiële) stemmen tot aan de finale (in dit geval zes). Zij mochten per eilandraad bepalen of ze überhaupt gingen stemmen en zo ja, hoeveel stemmen ze dan zouden inzetten. Wel moesten ze dan alle ingezette stemmen tegen 1 persoon gebruiken. De winnaars van de Immuniteitsproeven mochten naar Gual, het zogenaamde winnaarseiland. Er verbleven maximaal twee mensen per keer op Gual. In eerste instantie waren dat Marnix en Carl, maar de laatste twee bewoners (van de expeditieleden) waren Emma en Meredith. Zij speelden een proef, waarbij de winnares (in dit geval Emma) automatisch doorging naar de finale (de proef met de balken). De laatste eilandraad was weer op het eiland. De afgevallen expeditieleden van ná de samensmelting hadden de keuze uit drie finalisten. Ook de finalisten zelf stemden mee. Men had extra "stemmen" verdiend die ingezet konden worden indien nog over (Emma en Marnix). De eilandraad bepaalde voor 25% de uitslag, een allerlaatste proef voor 25% en de resterende 50% bepaalde het kijkerspubliek per telefoon. Marnix (België), won van Emma (België) en Marleen (België) met 53% - 29.5% - 17.5%.

## Kandidaten
| Deelnemer            | Leeftijd | Woonplaats  | Beroep                         | Plaats                                 |
| -------------------- | -------- | ----------- | ------------------------------ | -------------------------------------- |
| Marnix Allegaert     | 37       | Kuurne      | politierechercheur             | finalist, winnaar                      |
| Emma Van Den Bossche | 20       | Gent        | student politicologie          | finalist, tweede                       |
| Marleen Van Moer     | 44       | Tessenderlo | sportinstructeur               | finalist, derde                        |
| Fleur Roozenburg     | 24       | Den Haag    | bedrijfsleider                 | afgevallen, vierde                     |
| Meredith Meire       | 18       | Borgerhout  | student communicatiemanagement | weggestemd, vijfde                     |
| Carl Van Meerbeek    | 42       | Arendonk    | huisman                        | weggestemd, zesde                      |
| Douwe Popma          | 47       | Leeuwarden  | schipper                       | weggestemd, zevende                    |
| Maxime Verbist       | 29       | Barcelona   | kok                            | weggestemd, achtste                    |
| Elbert Vastenburg    | 49       | Sneek       | eigenaar sportschool           | weggestemd, negende                    |
| Annita Lauwer        | 45       | Opwijk      | verzekeringagent               | afgevallen, tiende                     |
| Wim Massoels         | 19       | Kortessem   | magazijnmedewerker             | vertrokken (uitputting), elfde         |
| Esther Jacobs        | 35       | Amstelveen  | marketing consultant           | weggestemd, twaalfde                   |
| John Vermolen        | 52       | Oosterhout  | rentenier                      | weggestemd, dertiende                  |
| Nicole Hendriks      | 27       | Mook        | accountant                     | weggestemd, veertiende                 |
| Elsje Knockaert      | 47       | Melle       | eigenaar eetcafé               | vertrokken (voet gebroken), vijftiende |
| Tom Rietveld         | 23       | Houten      | fitnessinstructeur             | weggestemd, zestiende                  |
| Johnny Waarts        | 28       | Den Haag    | glazenwasser                   | vertrokken (heimwee), zeventiende      |
| Margriet Zwitser     | 50       | Waddinxveen | zorgmanager                    | weggestemd, achttiende                 |